# 오스트레일리아령 남극 지역
오스트레일리아령 남극 준주(Australian Antarctic Territory)는 오스트레일리아가 자국의 영토라고 주장하는 남극의 일부로 그 어떤 나라가 주장한 남극내 영토중에 가장 크다. 위도 남위 60° 안의 경도 동경 44°38' ~ 160°에 위치한 오스트레일리아 남극령을 동과 서로 나누고 있는 경도 동경 136°11' ~ 142°02' 사이에 위치한 아델리 랜드를 제외하고 모든 섬과 영토이다. 동쪽 끝은 퀸모드랜드, 서쪽 끝은 로스 속령과 맞대고 있다. 이 영토의 면적은 6,119,818 km2이다. 거주민은 연구 기지의 직원뿐이다. 오스트레일리아 남극청에서 주요 기지인 모슨, 데이비스, 케이시를 관리, 운영하고 있다.

오스트레일리아령 남극 준주의 기

## 우표

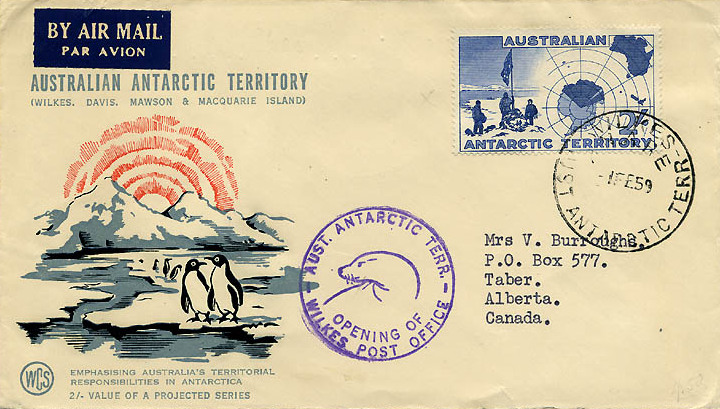
1959년 윌크스 우체국에서 발행된 기념 편지 봉투와 우표.

오스트레일리아는 오스트레일리아령 남극을 위한 우표를 1957년에 발행했다. 1990년대에는 매 해 남극을 주제로 여러 그림의 우표를 발행했지만,
그와 상관없이 모두 오스트레일리아 내에서 사용 가능하다.

## 전화 연결
국제전화 나라 번호 672를 더해 세계 어디서든 오스트레일리아에서 운영되는 4곳의 남극 기지에 직접 통화를 할 수 있다. 각 기지별 지역 번호는 데이비스 기지(10-6), 모슨 기지(11-7), 케이시 기지(12-8), 매쿼리아일랜드 기지(13-9)이다.